# Biały Królik
Biały Królik – postać stworzona przez Lewisa Carrolla występująca w książce Alicja w krainie czarów. Pojawia się na samym początku, w rozdziale pierwszym,  jest ubrany w kamizelkę, nosi duży zegarek kieszonkowy i mówi „Oh dear! Oh dear! I shall be too late!”. Alicja podąża za nim do króliczej nory do Krainy Czarów. Spotyka go ponownie, kiedy przez pomyłkę bierze ją za swoją pokojówkę Mary Ann, a ona zostaje uwięziona w jego domu, gdyż jest zbyt duża. Królik pojawia się znowu w ciągu kilku ostatnich rozdziałów, jako sługa Króla i Królowej Kier. Postać Białego Królika można odnaleźć nie tylko w literaturze, ale też w filmach, grach komputerowych, muzyce i sztuce.

## Literatura
- Alicja w Krainie Serc – seria mang autorstwa QuinRose i Soumei Hoshino (powstała po visual novel o tym samym tytule stworzoną przez QuinRose)
- Alyssa i czary, Alyssa i obłęd - powieści fantasy A.G. Howard inspirowane książkami Lewisa Carrolla o Alicji
- The Looking Glass Wars - seria książek fantasy Franka Beddora[2]
- Pandora Hearts – postać B-Rabbit (najsilniejszy łańcuch w Otchłani)

## Kino i telewizja
- Na początku Matrixa Neo musi „podążać za białym królikiem” – tatuaż, który prowadzi go do Trinity, która ma go wyprowadzić z matrixa.
- W jednym z odcinków Czarodziei z Waverly Place Alex goni Białego Królika (przebrany Justin Russo).
- Postać Białego Królika pojawia się również w filmie Aladyn i król złodziei, a w bohatera przemienia się Dżin.

## Gry komputerowe
- American McGee’s Alice
- Kingdom Hearts oraz Kingdom Hearts: Chain of Memories
- Manhunt
- Reksio i Czarodzieje

## Muzyka
- White Rabbit – singiel amerykańskiego zespołu Jefferson Airplane wydany 1967 roku[3].
- Utwór „A Daisy Chain 4 Satan” z albumu Confessions of a Knife... z 1990 roku zespołu My Life With the Thrill Kill Kult ma odniesienia do białego królika w ich tekstach o narkotykach:"I live for drugs... I’m the white rabbit. I freaked out on acid... I’m the white rabbit."
- Eat Me, Drink Me – utwór i siódma płyta zespołu Marilyn Manson, wydana w 2007 roku.
- Utwór „Feed my Fuckin' Habit” zespołu Electric Six – tekst: „Feed my fuckin' habit... Follow the white rabbit” (z czwartego albumu I Shall Exterminate Everything Around Me That Restricts Me from Being the Master z 2007 roku.
- Follow the White Rabbit – album Jarona Hermana wydany w 2010 roku[4].
- Utwór „Her name is Alice” zespołu Shinedown z albumu Almost Alice 2010 roku.
- White Rabbit – drugi album amerykańskiego zespołu Egypt Central wydany w 2011 roku[5].
- Orelsan wykorzystał białego królika w kilku swoich clipach muzycznych
- Utwór Władimira Wysockiego – „Белый кролик, Алиса и Додо” („Biały Królik, Alicja i Dodo”)[6].